# AdaCore
AdaCore – przedsiębiorstwo tworzące oprogramowania komputerowe. Wydało m.in. kompilator języka Ada (GNAT), oraz wiele narzędzi programistycznych i bibliotek.
Wszystkie produkty rozpowszechniane są przez przedsiębiorstwo na licencjach GPL i GMGPL. Zdarzają się też wersje akademickie oraz open source.
Przedsiębiorstwo została założona w roku 1994 pod nazwą Ada Core Technologies (ACT). Zmiana nazwy na AdaCore nastąpiła w roku 2004.